# 库伊特吉
库伊特吉是巴西帕拉伊巴州的一个市镇。总面积39.302平方公里，总人口7450人，人口密度189.6人/平方公里。